# NK Bratstvo Savska Ves
NK Bratstvo je nogometni klub iz Savske Vesi. 
Trenutačno se natječe u 1. Međimurskoj ligi.